# Brandon T. Jackson
Brandon T. Jackson (né le 7 mars 1984 à Détroit, Michigan) est un acteur, rappeur et danseur américain.

## Biographie

### Enfance
Brandon T. Jackson est né le 7 mars 1984 à Détroit dans le Michigan. Il est l'aîné d'une famille de 9 enfants. Ses parents sont tous deux pasteurs protestants. 

### Carrière
Après avoir obtenu son diplôme au lycée de West Bloomfield, il part pour Los Angeles afin de poursuivre une carrière dans le stand-up au Laugh Factory qui a fait connaître Wayne Brady et Chris Tucker. C'est son rôle de Junior dans Roll Bounce qui le fait connaître. Il anime alors sa propre émission, le Brandon T. Jackson Show sur N Channel. En 2006, il anime le Up Close And Personal Tour avec entre autres Chris Brown, Ne-Yo, Lil Wayne, Juelz Santana et Dem Franchize Boyz. Le grand public le découvre grâce au rôle de Alpa Chino dans la comédie Tonnerre sous les tropiques. Il apparaît ensuite dans Fast and Furious 4, tient le rôle de Grover Underwood dans les adaptations de Percy Jackson et est particulièrement remarqué dans Big Mamma : De père en fils où il joue le rôle de Trent.
En 2011, il joue dans l'épisode 12 de la saison 1 de la série Raising Hope aux côtés de Lucas Neff, Martha Plimpton et Garret Dillahunt. En 2013, il incarne le fils d'Axel Foley dans le pilote non diffusé d'une série télévisée produite par Eddie Murphy, inspirée par la franchise de films Le Flic de Beverly Hills.
Parallèlement à sa carrière d'acteur, Brandon T. Jackson est également rappeur ; on peut ainsi l'entendre chanter dans Big Mamma 3 avec Jessica Lucas, ou alors avec T-Pain et le groupe One Chance (Imma do It big).

## Filmographie
- 2001 : Nikita Blues : Tyrone
- 2001 : Ali : Club Goer Non crédité
- 2002 : Bowling for Columbine : Lui-même Non crédité
- 2002 : 8 Mile de Curtis Hanson : Chin Tiki Club Goer Non crédité
- 2005 : La Fièvre du roller : Junior
- 2006 : Cuttin' da Mustard : Rolo
- 2007 : Super Sweet 16: The Movie : Brian
- 2007 : This Christmas : El Rey MC
- 2007 : Big Stan: D'Shaun
- 2008 : Approaching Midnight : Artie
- 2008 : Tonnerre sous les tropiques: Alpa Chino
- 2008 : Days of Wrath : Lil 1
- 2008 : Le Jour où la Terre s'arrêta : Target Tech
- 2009 : Fast and Furious 4 : Alex (BMW Driver)
- 2009 : Operation Endgame : La Maison Dieu
- 2010 : Fée malgré lui  : Duke
- 2010 : Percy Jackson : Le Voleur de foudre : Grover Underwood
- 2010 : Lottery Ticket : Benni
- 2010 : Dark Moon : Vidéo
- 2011 : Big Mamma 3 : Trent Perce
- 2012 : Thunderstruck de John Whitesell : Alan
- 2013 : Percy Jackson : La Mer des Monstres : Grover Underwood
- 2013 : Beverly Hills Cop de Barry Sonnenfeld : Aaron Foley (téléfilm sorti en ligne en 2022)
- 2014 : Californication : Hashtag
- 2014-2016 : Deadbeat : Rufus « Roofie » Jones
- 2016 : Get A Job de Dylan Kidd : Luke
- 2018 : The Year of Spectacular Men : Logan

## Singles
- Imma Do It Big (featuring T-Pain et One Chance)
- Lyrical Miracle (sur Big Mamma : De père en fils) comme Notorious Ph.D
- I Love Tha Pussy (sur Tropic Thunder Motion Picture Soundtrack Original)

## Voix françaises
Diouc Koma est le comédien doublant le plus régulièrement l'acteur.
- Diouc Koma dans :
  - La fièvre du roller
  - Tonnerre sous les tropiques
  - Percy Jackson : Le Voleur de foudre
  - Big Mamma : De père en fils
  - Percy Jackson : La Mer des monstres
  - Get a Job
  - Love by the 10th Date (téléfilm)

et aussi
- Frédéric Clou dans Deadbeat (série télévisée)